# Oxyaciura tibialis
Oxyaciura tibialis är en tvåvingeart som först beskrevs av Jean-Baptiste Robineau-Desvoidy 1830.  Oxyaciura tibialis ingår i släktet Oxyaciura och familjen borrflugor. Inga underarter finns listade i Catalogue of Life.